# Lia Rumantscha
Lia Rumantscha je organizacija sa sjedištem u švicarskom gradu Churu. Krovna je organizacija svih retoromanskih jezičnih i kulturnih društava. Utemeljena je 1919.
Misija organizacije čuvati i promicati retoromanski jezik i kulturu, u što spadaju područja kao škola, crkva, javni život kao i obitelj. Liu Rumantschu financiraju kantoni i država.
Organizacija osigurava retoromansku literaturu, prevodi tekstove i kontaktno je mjesto za tečaje za učenje retoromanskih narječja kao valladersko, putersko, surmiransko, sursilvansko i sutsilvansko te umjetni jezik, Rumantsch Grischun. Među ostalim, Lia Rumantscha je prevodila i Microsoft Office na retoromanski.

## Vanjske poveznice
- Lia Rumantscha